# Konzervacija
Konservacija pomeni ohranitev in beseda se v tem smislu uporablja predvsem v arheologiji za postopek ohranitve organizmov, pri kateri se organizmi popolnoma ohranijo v ledu, zemeljskem vosku, jantarju, fosforitu itd. Za razliko od mumij, ohranijo prvotno obliko, mehke dele telesa in pigment, kar je zelo pomembno za preučevanje.
Konzervacija ali konzerviranje je tudi postopek za shranjevanje živil, predvsem v pločevinkah (konzervah), na primer zelenjave, mesa ali rib. 
Včasih se izraz uporablja tudi bolj na splošno, vedno s pomenom ohranitev, na primer konzervacija kulture ali konzervacija delovnih mest in podobno.